# Anders Svanstedt
Nils Anders Svanstedt, född 2 januari 1986, är en svensk travtränare och travkusk. Svanstedt har ett tiotal hästar i träning (2018), som han tränar på Bjertorps travanläggning utanför Kvänum. Vinstrikast i stallet är Lasken Palema, som tjänat drygt en miljon kronor. Svanstedts hemmabana är Axevalla.
Han är son till Åke Svanstedt och bror till Rickard Svanstedt. Han är partner med Hanna Johansson
a

## Karriär
Anders Svanstedt växte upp i en travsportintresserad familj (som son till travtränaren och travkusken Åke Svanstedt), men blev först i tonåren  intresserad av trav. Efter gymnasietiden arbetade han i sin pappas stall, men också i USA hos Jimmy Takter. Efter att ha arbetat tillsammans med sin pappa i nästan 10 år, startade han sitt eget travstall under 2013, då Åke Svanstedt flyttade sin verksamhet till USA.
Han segrade i Lärlings-SM den 13 oktober 2012 med Arazi Boko.